# 4096 (szám)
A 4096 egy természetes szám, négyzetszám, a 64 négyzete; köbszám, a 16 köbe; a 2 tizenkettedik hatványa.

## A szám a matematikában
A tízes számrendszerbeli 4096-os a kettes számrendszerben 1000000000000, a nyolcas számrendszerben 10000, a tizenhatos számrendszerben 1000 alakban írható fel.
A 4096 páros szám, összetett szám, azon belül négyzetszám és köbszám, kanonikus alakban a 212 hatvánnyal, normálalakban a 4,096 · 103 szorzattal írható fel. Tizenhárom osztója van a természetes számok halmazán, ezek növekvő sorrendben: 1, 2, 4, 8, 16, 32, 64, 128, 256, 512, 1024, 2048 és 4096.
Az első olyan szám, amelynek pontosan 13 osztója van.
Három szám valódiosztó-összegeként áll elő, közülük a legkisebb a 3344.